# 조재영 (가수)
조재영(1977년 9월 15일 ~ )은 대한민국의 가수이다.

## 학력
- 백제예술대학 방송연예학과 졸업

## 경력
- 2005년 그룹 '바나나' 멤버